# ۉ
Wāw petit v suscrit inversé ‹ ۉ › est une lettre additionnelle de l’alphabet arabe qui est utilisée dans l’écriture du kazakh et du kirghize. Elle est composée d’un wāw ‹ و › diacrité d’un petit v suscrit inversé.

## Utilisation
En kirghiz écrit avec l’alphabet arabe, ‹ ۉ › représente une voyelle fermée antérieure arrondie [y].
En turc ottoman, certains auteurs utilisent ‹ ۉ › pour représenter une voyelle fermée antérieure arrondie [y], transcrite ‹ ü › en turc.